# آدریانا مولیناری
آدریانا مولیناری (انگلیسی: Adriana Molinari؛ زادهٔ ۲۶ نوامبر ۱۹۶۷) یک بازیگر فیلم پورنوگرافی اهل ایالات متحده آمریکا است.